# Amorphoscelis pantherina
Amorphoscelis pantherina es una especie de mantis de la familia Amorphoscelidae.

## Distribución geográfica
Se encuentra en Irak.